# Ochthebius albanicus
Ochthebius albanicus är en skalbaggsart som först beskrevs av Armand D'Orchymont 1941.  Ochthebius albanicus ingår i släktet Ochthebius och familjen vattenbrynsbaggar. Inga underarter finns listade i Catalogue of Life.